# Головненская поселковая община
Головненская поселковая община (укр. Головненська селищна громада) — территориальная община в Ковельском районе Волынской области Украины.
Административный центр — посёлок Головно.
Население составляет 8908 человек. Площадь — 315,5 км².
В соответствии с распоряжением Кабинета Министров Украины от 12 июня 2020 года, в состав общины вошла территория Головненского поселкового совета, а также Заболотьевского, Згоранского и Нудыженского сельских советов упразднённого Любомльского района.

## Населённые пункты
В состав общины входят 1 посёлок и 13 сёл:
- Головно
  - Масловец
  - Скрипица
  - Ясное
- Заболотьевский старостинский округ:
  - Гуменцы
  - Заболотье
  - Крушинец
- Згоранский старостинский округ:
  - Гупалы
  - Заозёрное
  - Згораны
  - Сильное
- Нудыженский старостинский округ:
  - Нудыже
  - Мшанец
  - Черемошная Воля